# Tanque Argentino Mediano
Tanque Argentino Mediano (TAM, spanisch für Argentinischer mittelschwerer Panzer) ist ein argentinischer Kampfpanzer, der auf dem deutschen Schützenpanzer Marder 1 basiert.
Er wurde Mitte der 1970er-Jahre von Argentinien zusammen mit dem Marder-Hersteller Rheinmetall entwickelt und unter Verwendung von in Deutschland hergestellten Bauteilen vom eigens zu diesem Zweck gegründeten staatlichen Unternehmen Tanque Argentino Mediano Sociedad del Estado (TAMSE) in Boulogne Sur Mer bei Buenos Aires gebaut.

## Geschichte
Die Entwicklung des TAM wurde im Laufe der 1960er Jahre im Wesentlichen dadurch angestoßen, dass die von Argentinien hauptsächlich verwendeten M-51 Super Sherman trotz umfangreicher Verbesserungen (Version Repotenciado) nicht mehr zeitgemäß waren. Zugleich aber kühlte unter der Herrschaft von Juan Carlos Onganía das Verhältnis Argentiniens zu den USA ab, was einschlägigen Rüstungsgeschäften im Weg stand. Hingegen wandte sich Argentinien in dieser Angelegenheit nun an europäische Staaten. Nach der Beschaffung von leichten Panzern des Typs AMX-13 aus Frankreich und Panzerwagen Mowag Roland aus der Schweiz fiel jedoch keine Entscheidung zugunsten eines in Europa hergestellten Kampfpanzers. Vielmehr wurde nun der Plan gefasst, in Kooperation ein eigenes Panzermodell zu entwickeln, das auf die spezifischen Anforderungen Argentiniens zugeschnitten sein sollte und damit zugleich entsprechendes Know-how in der eigenen Industrie schaffen sollte.
Die Anforderungen wurden bis 1973 zusammengestellt und legten insbesondere Wert auf ein niedriges Gewicht von maximal 30 t, eine hohe Beweglichkeit und Fahrreichweite sowie auf ein modernes 105-mm-Geschütz einschließlich entsprechender Zielgeräte. Kerngedanke hinter dieser Auslegung war, den Panzer unter allen topografischen und klimatischen Bedingungen Argentiniens einschließlich der dort vorhandenen Infrastruktur uneingeschränkt einsetzen zu können. Als potenzieller Hauptgegner galt zu jener Zeit aufgrund des Beagle-Konflikts und weiterer Territorialstreitigkeiten in Patagonien der westliche Nachbarstaat Chile. Im Jahr 1974 einigte sich das argentinische Verteidigungsministerium mit Thyssen-Henschel über die Entwicklung des TAM auf Basis des Marder-Schützenpanzers.
Die ersten Prototypen des TAM wurden 1976 und 1977 noch in Deutschland fertiggestellt und erst nach ersten Erprobungen vor Ort nach Argentinien verschifft, wo zwei weitere Jahre mit Erprobungen folgten. Die Produktion in Argentinien selber begann 1979 unter Zulieferung wichtiger feinmechanischer Teile wie Motor, Feuerleitsystem und Zieloptik aus Deutschland bei TAMSE und dauerte zunächst bis 1983 an, wobei anfangs 150 Exemplare des Typen hergestellt wurden. Weitere 20 Exemplare, die anfangs für einen möglichen Export nach Peru vorgesehen, dann aber aus finanziellen Gründen storniert worden waren, wurden 1984 für Argentinien fertiggestellt. 1994 wurde die Produktion noch einmal wiederaufgenommen, wobei letztlich auf Basis des vorhandenen Materials noch ca. 55 weitere Panzer produziert wurden. Anschließend war TAMSE mit der Instandhaltung des Fahrzeugbestands beschäftigt.
Seit Indienststellung 1980 werden die TAM beim argentinischen Heer eingesetzt, fanden bei den UN-Auslandseinsätzen aber – mit Ausnahme der Schützenpanzerversion VCTP – bislang keine Verwendung. Seit den 2000er Jahren wurden zwei verschiedene Modernisierungsprogramme (TAM 2C von Elbit Systems mit verbesserter Zielvorrichtung und TAM 2IP von IMI Systems mit überarbeiteter Turmpanzerung ähnlich dem Merkava) erwogen, aus finanziellen Gründen aber bislang nicht umgesetzt.

## Technik und Varianten
Der Panzer ist mit einer L7-Kanone des Kalibers 105 mm als Hauptwaffe bestückt. Als Sekundärwaffe trägt der Panzer ein achsparalleles 7,62-mm-Maschinengewehr. Ein weiteres 7,62-mm-Maschinengewehr ist an der Turmluke montiert.
Der TAM wurde parallel mit dem Vehiculo de Combate Transporte de Personal, einem Mannschaftstransporter, entwickelt. Beide Panzer nutzen das gleiche Chassis, auch Motor und Fahrwerk sind identisch.
Die Hauptunterschiede zwischen dem TAM und dem Marder liegen in Änderungen am Antrieb und einer Verstärkung der Panzerung. Der TAM ist der Standard-Kampfpanzer der Fuerzas armadas de Argentina und auf dieser Konstruktion basiert eine ganze Familie weiterer Fahrzeuge. Diese sind unter anderem der VCPM-Mörserträger, der VCRC-Bergepanzer (nur ein Prototyp wurde entwickelt, das Programm danach eingestellt), der mobile VCTC-Kommandostand, der VCLC-Mehrfachraketenwerfer (nur Prototyp, danach eingestellt) und eine Selbstfahrhaubitze (nur Prototyp, danach eingestellt). Die Selbstfahrhaubitze trägt eine argentinische Lizenzfertigung der italienischen 155-mm-Haubitze „Palmaria“.
Die erste Produktionsreihe des TAM umfasst nur sehr wenige Fahrzeuge und ist mit einer Lizenzfertigung der L7A1-Kanone bestückt. Die zweite Produktionsreihe trägt die L7A2-Kanone und die letzte Baureihe trägt eine Lizenzfertigung der französischen CN-105-57-Kanone. Die Lizenzfertigungen werden von TAMSE in Río Tercero, Provinz Córdoba, ausgeführt.
Während der Entwicklung des TAM konstruierte Thyssen-Henschel einen ähnlichen Prototyp mit der Bezeichnung TH-301 als mögliches Exportprodukt, für das jedoch letztlich keine Kunden akquiriert werden konnten.

## Technische Daten
| Besatzung                | 4 Soldaten (Kommandant, Fahrer, Richtschütze, Ladeschütze)                                                                                             |
| Primärwaffe:             | je nach Version 105-mm-Kanone L7A1- bzw. L7A2, oder 105-mm-Kanone CN-105-57 aus Frankreich                                                             |
| Munition                 | APFSDS-T, HEAT-T, HE, HEP-T, Rauch, Leuchtkörper. 50 Patronen werden mitgeführt                                                                        |
| Sekundärwaffe:           | achsparallel zur Hauptwaffe montiertes 7,62-mm-Maschinengewehr, 7,62-mm-MG (an der Turmluke) 1.200 Schuss SLAP oder normale Munition werden mitgeführt |
| Länge (ohne Kanone):     | 6,78 m |
| Breite:                  | 3,12 m |
| Höhe:                    | 2,42 m |
| Bodenfreiheit:           | 0,45 m |
| Kletterfähigkeit:        | 60 % |
| maximale Hindernishöhe:  | 2,90 m |
| Grabenquerung:           | 2,10 m |
| Wattiefen:               | 1,5 m ohne Umbau, 2,25 m mit Umbau, 4,00 m mit Schnorchel                                                                                              |
| Kampfgewicht:            | 30 Tonnen |
| Höchstgeschwindigkeit:   | 75 km/h auf Straße |
| Reichweite (Straße):     | 550 km, mit Zusatztanks 1000 km |
| Nachtsichteinrichtungen: | ja, für Fahrer und Richtschütze |
| ABC-Schutz               | ja |